# Aeroporto de Santa Rosa
O Aeroporto Municipal Luís Alberto Lehr (IATA: SRA/ICAO: SSZR) é um aeroporto regional no município de Santa Rosa, Rio Grande do Sul, que opera apenas uma linha de voo regular. Possui uma pista de pouso e decolagem de 1.200 m de comprimento, asfaltada e balizada com farol rotativo.

## Histórico
No fim da década de 30, Santa Rosa foi ligada a outras cidades do Estado e principalmente a Porto Alegre, por meio de “potentes” aviões da VARIG Junkers A-50 Junior, e mais tarde o Junkers F.13. Antes, se tinha de apanhar a aeronave em Santo Ângelo. Constatando o progresso da cidade foi construído o “Campo da Aviação”.
Na década de 50 os voos começaram a ser mais regulares. A pista era feita de saibro e os voos eram operados pela VARIG ou pela SAVAG (Sociedade Anônima Viação Aérea Gaúcha, que também ligava as cidades do interior do Estado). Com a inauguração das melhorias do aeroporto, foi iniciado um voo noturno, de Santa Rosa para São Paulo, com um avião cargueiro Curtiss C-46 Commando. A aeronave tinha a capacidade de 3.500 kg e levava carne do frigorífico local para a capital paulista. À noite, a marcação do campo era feita por lâmpadas com uma chama de querosene para balizamento. A estação de rádio da Varig, com um radiotelegrafista, ficava em uma casa alugada na cidade. Nesta casa, também estava localizado o rádio goniômetro, para sinalização direcional das aeronaves. 
Naquela época, como os aviões navegavam por contato, as estações de rádio comerciais (broadcasting), eram obrigadas a anunciar, algumas vezes por hora, o prefixo, a frequência e a localização, para auxílio à navegação aérea. 
Os voos em Santa Rosa continuaram até meados da década de 1960. Após, a ligação a Porto Alegre era feita apenas por Santo Ângelo, pela Rio Sul.